# Tanza
Tanza es un municipio filipino en la provincia de Cavite.

## Barangayes
Tanza se divide políticamente a 42 barangayes.
| - Amaya I - Bagtas - Biga - Biwas - Bucal - Bunga - Calibuyo - Capipisa - Daang Amaya I - Halayhay - Julugan I - Mulawin - Paradahan I - Población I | - Población II - Población III - Población IV - Punta I - Sahud Ulan - Sanja Mayor - Santol - Tanauan - Tres Cruses - Lambingan - Amaya II - Amaya III - Amaya IV - Amaya V | - Amaya VI - Amaya VII - Daang Amaya II - Daang Amaya III - Julugan II - Julugan III - Julugan IV - Julugan V - Julugan VI - Julugan VII - Julugan VIII - Paradahan II - Punta II - Pulo ni eba |

- Datos: Q63115
- Multimedia: Tanza / Q63115

1. ↑  Worldpostalcodes.org, código postal n.º 4108.